# 東庶路信号場

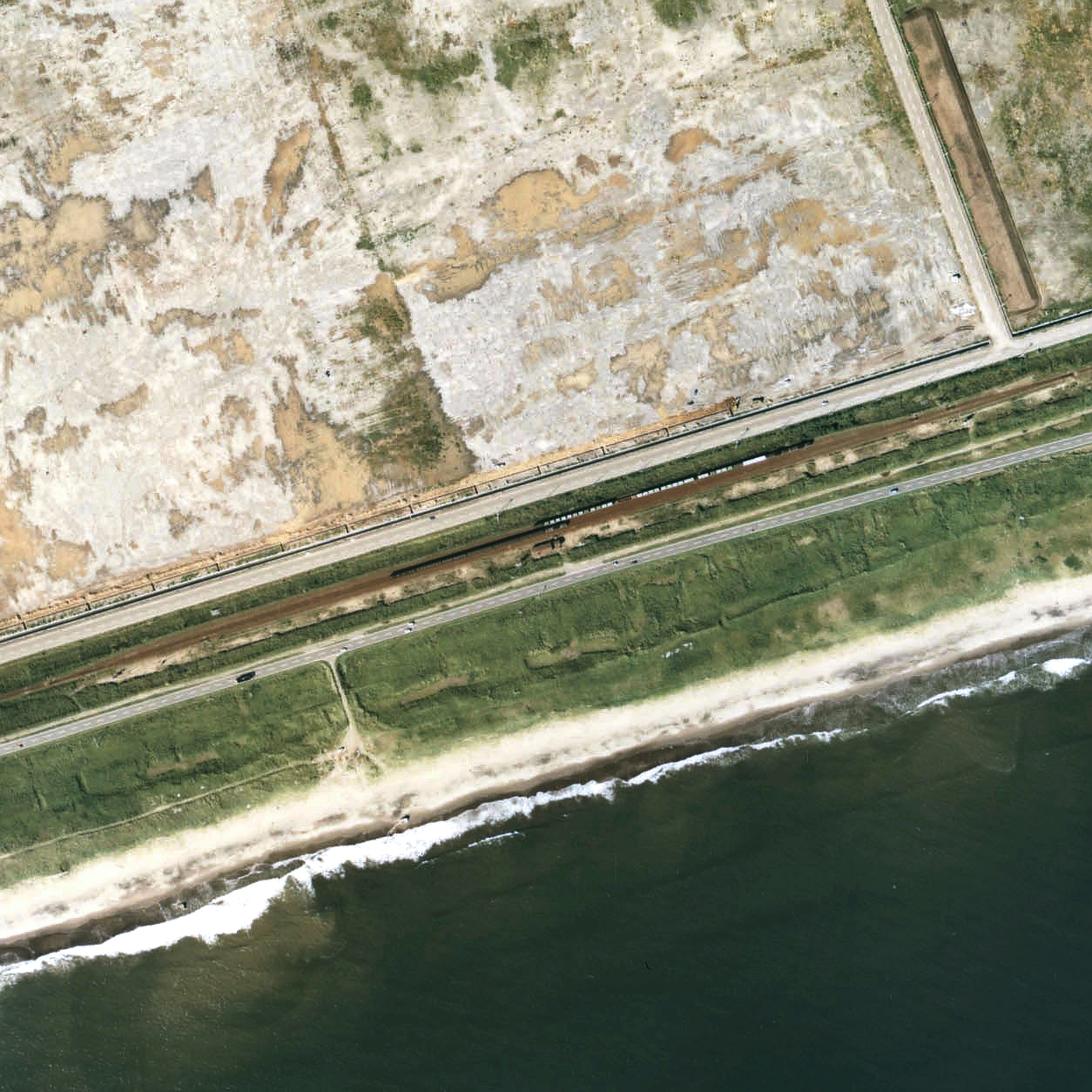
1977年の東庶路信号場と周囲約750m範囲。右が根室方面。恋問浜に沿って敷かれた長い直線区間に設けられ、有効長が750mになる3線構造を持つ。安全側線は釧路側にのみ設置されている。写真では何れも釧路方向に向かうDD51と思われるDLに率いられた貨物列車が、中央と北側の2線に停車している。後に北側の釧路側、丁度先頭DLが停車している辺りから帯広方へ分岐する短い保線車用待機線が設けられた。

東庶路信号場（ひがししょろしんごうじょう）は、北海道白糠郡白糠町恋問3丁目にある北海道旅客鉄道（JR北海道）根室本線の信号場である。事務管理コードは▲110465。

## 歴史
- 1966年（昭和41年）9月27日：日本国有鉄道の信号場として開設[1]。係員配置。
- 1971年（昭和46年）8月1日：無人化。
- 1987年（昭和62年）4月1日：国鉄分割民営化によりJR北海道に継承[1]。
- 1996年（平成8年）度：石勝線・根室線高速化工事に伴い同年度に分岐器を弾性分岐器に交換[3]。

## 構造
3線を有する単線行き違い・追い抜き形の信号場。南側にある本線が一線スルー化されている。交換だけでなく、上下線とも追抜き可能。上下の普通列車の交換中に、本線を特急列車が通過する光景も見られる。
|  |  |

## 周辺
釧路白糠工業団地にあるため周囲に工場が多く立地している。
- 国道38号
- 道の駅しらぬか恋問
- 恋問自然観察公園
- 広洋水産釧路工場±
- 笹谷商店釧白工場
- 釧路丸水
- 北海道包装資材釧路工場
- セキスイ化成品工業
- 雄別林業
- ユアサ林業
- くしろバス「釧白団地」停留所

## 隣の駅
北海道旅客鉄道（JR北海道）
■根室本線
庶路駅 (K49) - （東庶路信号場） - 大楽毛駅 (K50)